# 1994 في الصين
فيما يلي قوائم الأحداث التي وقعت خلال عام 1994 في الصين.

## أفلام
من الأفلام التي صدرت هذه السنة في الصين:
- 1 يناير – فترة عمر من إخراج زانج ييمو.

## مواليد

### يناير
- 20 يناير – وانغ جيلين لاعب كرة سلة صيني.

### فبراير
- 5 فبراير – تشينغ سيساي لاعبة كرة مضرب صينية.
- 21 فبراير – تانغ هوتشين لاعبة كرة مضرب صينية.
- 27 فبراير – هو إيفان لاعبة شطرنج صينية.

### مارس
- 28 مارس – جاكسون وانغ راقص صيني.

### أبريل
- 8 أبريل – تيان تاو ربّاع صيني.
- 30 أبريل – وانغ يافان لاعبة كرة مضرب صينية.

### أغسطس
- 11 أغسطس – تشاو زيفانغ لاعبة كرة سلة صينية.
- 19 أغسطس – تشانغ يوكسوان لاعبة كرة مضرب صينية.

## وفيات

### يناير
- 1 يناير – شو ييشين (مواليد 1911)